# Odczyn Waalera-Rosego
Odczyn Waalera-Rosego (ang. Waaler-Rose test) – nieswoisty odczyn serologiczny opierający się na mechanizmie hemaglutynacji biernej. W teście tym wykrywany jest w surowicy czynnik reumatoidalny w klasie IgM.
Wykorzystuje się w nim jako nośnik erytrocyty baranie opłaszczone króliczymi IgG. Pod wpływem RF w surowicy dochodzi o ich aglutynacji. Wynik jest dodatni, gdy odczyn ma miano 1:80.
Nazwa pochodzi od nazwisk Harry'ego M. Rosego i Erika Waalera.